# 宝泉寺 (渋谷区)

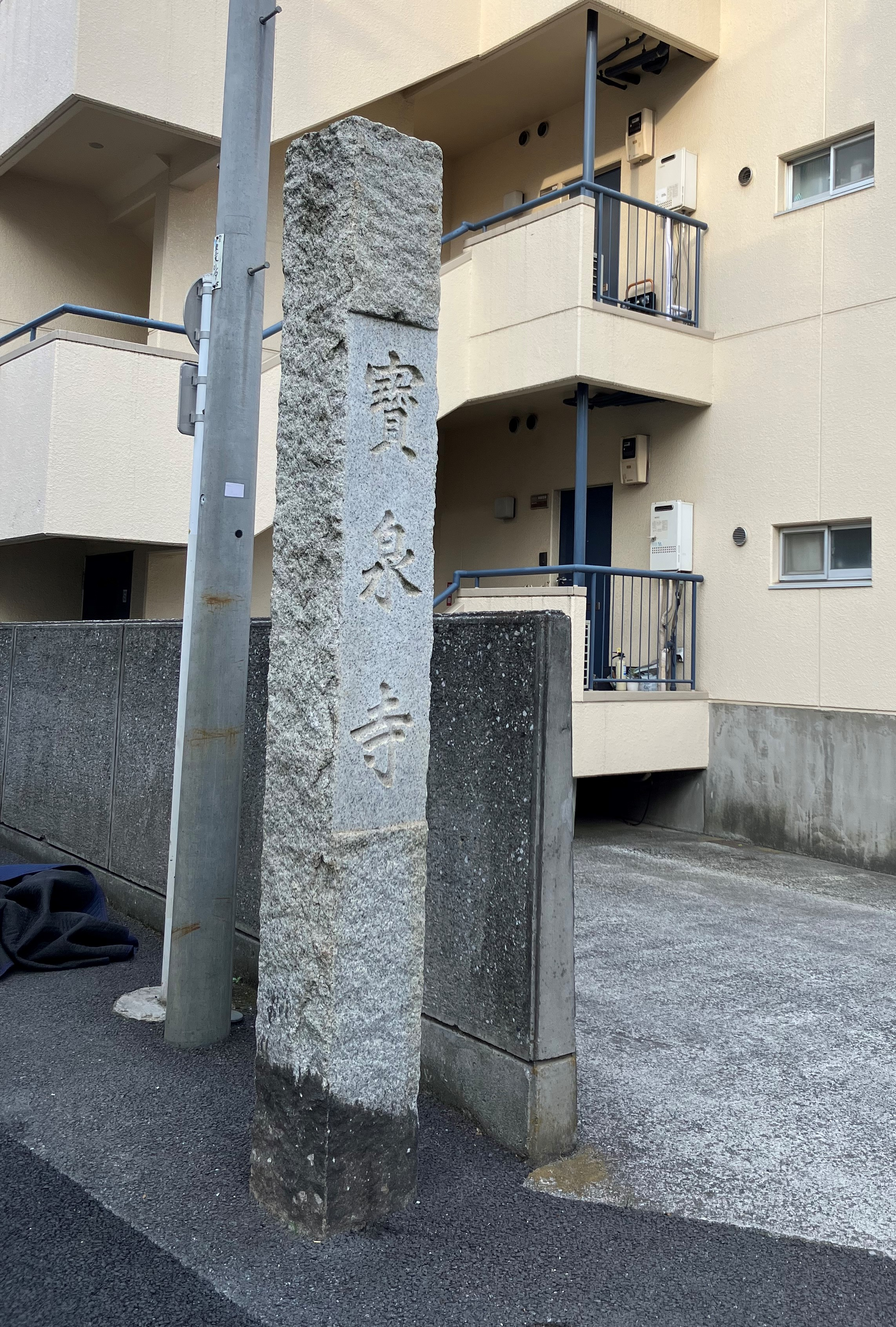
山門の一部

寶泉寺（ほうせんじ）は、東京都渋谷区東二丁目にある天台宗の寺院。

## 概要
平安時代初期、慈覚大師円仁によって開山された。
当寺の本尊の阿弥陀如来は、恵心僧都源信の作といわれている。また「常盤薬師」と呼ばれる薬師如来像もある。これは常盤御前の持仏だったものといわれている。最近では、檀家の仏師が釈迦牟尼如来像を奉納したことで、阿弥陀・薬師・釈迦の三尊仏が揃うことになった。
墓地には、渋谷氏の末裔で当地の名主だった野崎家代々の墓がある。
明治時代に神仏分離令が発せられるまでは、渋谷氷川神社の別当寺だった。

## 交通アクセス
- 渋谷駅より徒歩15分。
- 恵比寿駅より徒歩12分。
- 代官山駅より徒歩12分。

## 関連文献
- 斎藤長秋 編「巻之三 天璣之部 渋谷氷川明神社」『江戸名所図会』 2巻、有朋堂書店〈有朋堂文庫〉、1927年、165,168-169頁。NDLJP:1174144/87。 - 宝泉寺の記述がある